# 坎波加略
26°35′S 62°51′W / 26.583°S 62.850°W

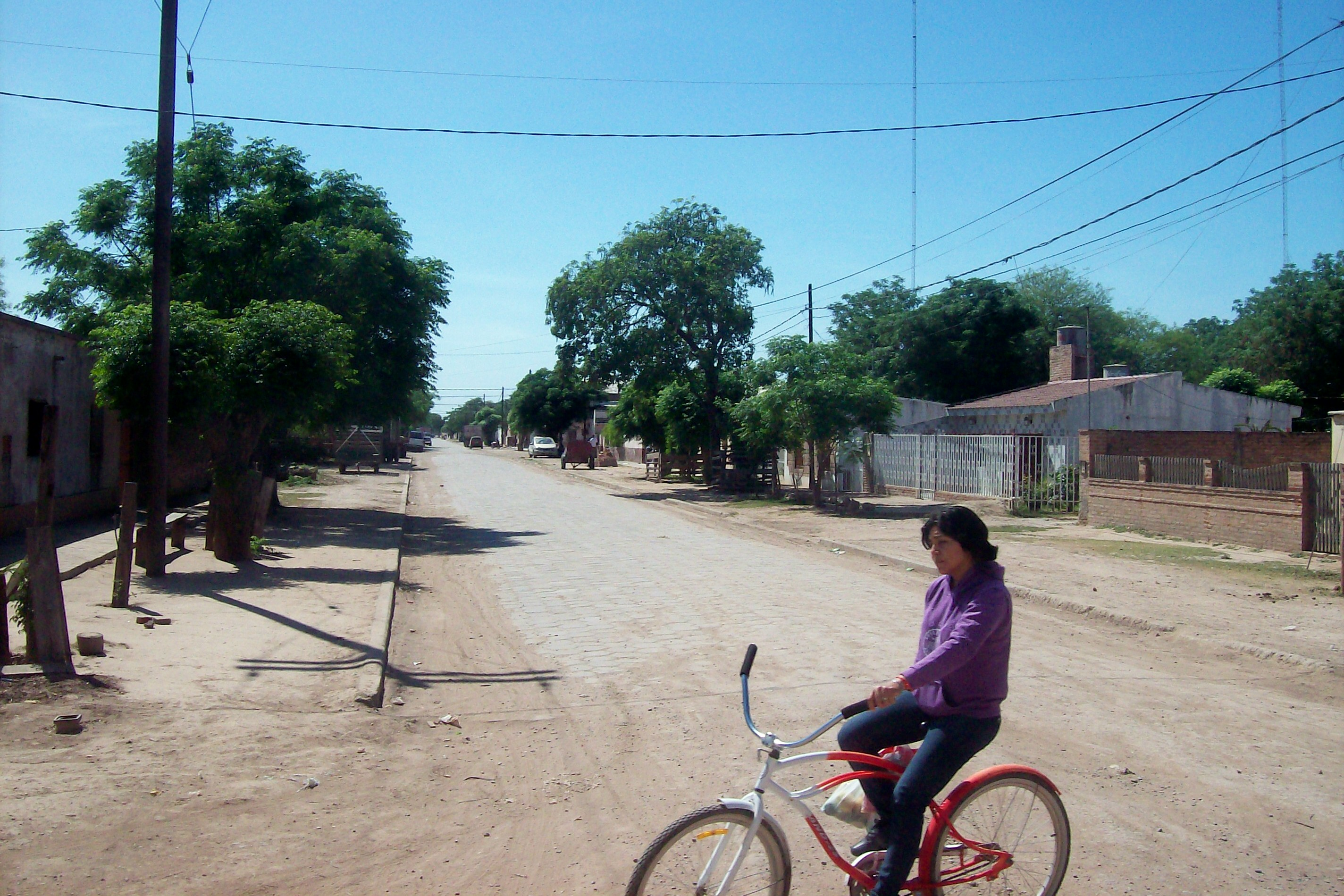
坎波加略

坎波加略（西班牙語：Campo Gallo），是阿根廷的城鎮，位於該國北部聖地亞哥-德爾埃斯特羅省，是阿爾韋迪縣的首府，距離聖地亞哥-德爾埃斯特羅242米，海拔高度190米，2001年人口5,455。